# セナド・ルリッチ
セナド・ルリッチ（Senad Lulić, 1986年1月18日 - ）は、ボスニア・ヘルツェゴビナ・モスタル出身の元サッカー選手。ポジションはミッドフィールダー。元ボスニア・ヘルツェゴビナ代表。

## 経歴

### クラブ
スイスでプロデビューし、グラスホッパー・クラブ・チューリッヒやBSCヤングボーイズでプレーした後、2011年6月16日、SSラツィオへ3年契約で移籍した。
ラツィオ移籍直後は、左サイドバックとして使われ安定感のない守備力に疑問がもたれるが、ポジションを上げた左WGにポジションを変えると、その推進力やエリア内での勝負強さでブレイク。
2014年にステファノ・ピオリが就任して以降は、インサイドハーフとしても使われ、2017年からキャプテンも務め、そのユーティリティ性からチームには欠かせない存在として、2018年11月、ラツィオでの300試合出場を達成した。
2021年に契約満了でラツィオを退団し、翌年6月に引退を発表した。

### 代表
2008年6月1日のアゼルバイジャンとの親善試合に途中出場し代表デビュー。2013年6月7日のワールドカップ予選、ラトビア戦で代表初得点を挙げた。2014 FIFAワールドカップに臨むメンバー23人に選出され、初戦のアルゼンチン戦で先発出場した。

## 所属クラブ
- FC Chur 97 2003-2006
- ACベッリンツォーナ 2006-2008
- グラスホッパー・クラブ・チューリッヒ 2008-2010
- BSCヤングボーイズ 2010-2011
- SSラツィオ 2011-2021

## 代表歴

### 出場大会
- ボスニア・ヘルツェゴビナ代表
  - 2014 FIFAワールドカップ

### 試合数
- 国際Aマッチ 57試合 4得点（2008年-2017年）[5]

| ボスニア・ヘルツェゴビナ代表 | 国際Aマッチ | 国際Aマッチ |
| 年                           | 出場        | 得点        |
| ---------------------------- | ----------- | ----------- |
| 2008                         | 1           | 0           |
| 2009                         | 0           | 0           |
| 2010                         | 4           | 0           |
| 2011                         | 11          | 0           |
| 2012                         | 7           | 0           |
| 2013                         | 8           | 1           |
| 2014                         | 8           | 0           |
| 2015                         | 8           | 1           |
| 2016                         | 5           | 0           |
| 2017                         | 5           | 2           |
| 通算                         | 57          | 4           |

## タイトル
クラブ
SSラツィオ
- コッパ・イタリア 2012-13, 2018-19
- スーペルコッパ・イタリアーナ 2017